# Distri Editora
A Distri Editora era a editora do Grupo Electroliber que operou nos anos 80 e 90. Editou livros de vários autores e estilos, incluindo várias colecções de banda desenhada importantes.